# Mari de Edessa
Mar Mari, o apóstolo (em siríaco oriental: ܡܵܪܝ ܡܐܵܪܝܼ ܫܠܝܼܚܵܐ, romaniz.: Mār Mˀārī Šlīḥā), também conhecido como Mares ou Mari de Edessa, foi, segundo a tradição da Igreja do Oriente, líder da Igreja e um dos Setenta Apóstolos enviados por Cristo às nações. Mari foi um dos principais pregadores do evangelho na Mesopotâmia.  A Liturgia dos Apóstolos Tadeu e Mari, usada nas Igrejas de tradição siríaca oriental, é atribuída a ele e a Tadeu de Edessa, também reconhecido como um dos Setenta Apóstolos. É um santo venerado nas igrejas de tradição siríaca oriental.

## Vida e obra missionária
Não sobreviveram muitos escritos relativos à vida de Mari. Os Atos de Mar Mari são a única hagiografia de sua vida que sobreviveu até os dias atuais, havendo vários manuscritos em siríaco e garshuni preservados. Outros escritos sobre Mar Mari são comentários ou textos breves; como o Liber Turris, um conjunto de comentários sobre patriarcas da Igreja do Oriente; e o Livro da Abelha, uma compilação geral teológica e hagiográfica.
Nos Atos de Mar Mari
Os Atos de Mar Mari o retratam como sendo um dos Setenta Discípulos ao mesmo tempo que Mari também é considerado discípulo de Mar Tadeu, o que também foi considerado por Mar Eshai Shimun XXIII ao escrever a lista de patriarcas católicos do oriente. Mari possivelmente era um tipo de corepíscopo enquanto permanecia em Edessa. Os atos relatam que os trabalhos missionários de Mari na Assíria começaram antes de Tadeu morrer. Mari é abençoado por Tadeu e sai de Edessa para pregar em Nísibis, onde construiu igrejas e destruiu imagens idólatras e de onde saiu para pregar e operar milagres em outras cidades da Mesopotâmia.
No Liber Turris
O Liber Turris relata de forma muito breve a missão de Mari. Este conta que Mari era um apóstolo hebreu que foi posto para evangelizar a Mesopotâmia. O livro também relata que já existia uma comunidade cristã considerável na Babilônia antes de Mari chegar até lá. Está escrito que a morte de Mari ocorreu no ano 393 de Alexandre (82 d.c.), depois de 33 anos de ministério. O Liber Turris também relata que Mari foi enterrado em Dair-Quni, o que também está escrito no Livro da Abelha.

## Santidade
Mar Mari é venerado na Igreja Assíria do Oriente, na Antiga Igreja do Oriente, na Igreja Católica Caldéia e na Igreja Católica Siro-Malabar. Nestas três igrejas Mari é comemorado na segunda sexta-feira do verão.